# گرانیت (اورگن)
گرانیت (به انگلیسی: Granite) شهری در شهرستان گرنت ایالت اورگن است و در سرشماری سال ۲۰۱۱ میلادی، ۳۸ نفر جمعیت داشته که نسبت به سال ۲۰۱۰، ۵٫۲۶ درصد رشد جمعیت داشته‌است.

## موقعیت جغرافیایی
موقعیت جغرافیایی شهرها و مناطق اطراف به شرح زیر است: